# أنطون لودفيغ إرنست هورن
أنطون لودفيغ إرنست هورن (بالألمانية: Ernst Horn) هو معالج نفسي وطبيب نفسي ألماني، ولد في 24 أغسطس 1774 في براونشفايغ في ألمانيا، وتوفي في 27 سبتمبر 1848 في برلين في ألمانيا.